# 挂靠
是一种特别的经济组织形式，是指由于部分行业存在准入门槛等特殊规定，不具备相关资质的企业、组织或个人（挂靠人）为了从事该行业而向具备资质的企业、组织或个人（被挂靠人）支付费用，从而“借用”其名义和资质开展活动的行为。挂靠关系大多是临时性的，当项目结束后就不复存在，但也不乏长期性的挂靠关系。

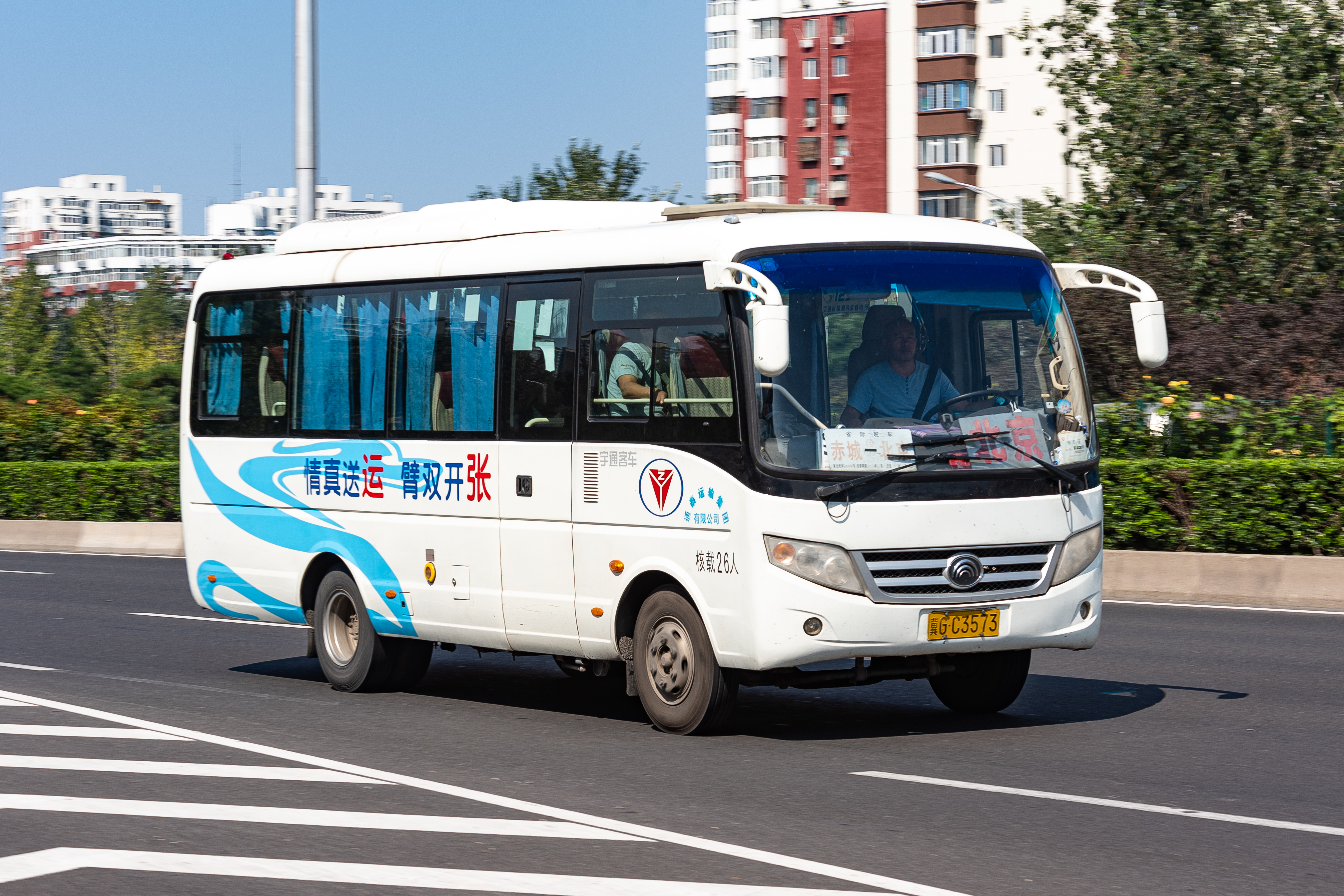
由于资质问题，许多个人自行购置车辆并将其挂靠在正规客运公司名下从事道路运输业务，车身一般印有后者的标志

在商业领域，挂靠人表面上从属于被挂靠人（例如以被挂靠人的分支机构或者内部部门等名义存在），但实际上独立核算、自主经营、自负盈亏，是独立的民事主体，拥有与被挂靠人平等的法律地位；被挂靠人除了收取挂靠费用、提供相关资质外，基本不对参与挂靠人的日常经营和管理。
非营利组织也存在挂靠现象，这些机构挂靠在其他经过正规注册的非营利组织、公司、事业单位等处，以后者的二级基金等名义开展工作，没有独立的法人资格，此类非营利组织除了要支付挂靠费用外，还可能会受到上级机构较大的规制，与上级机构形成一定的隶属关系。
虽然在挂靠关系中，挂靠人得以在受限制的行业内开展业务，被挂靠人则获得了收入，但是在经济、法律、公共安全等方面则存在隐患。中华人民共和国法律对挂靠关系给予否定性评价但没有完全禁止，挂靠关系在中国许多行业事实上广泛存在。

## 商业领域的挂靠

### 法律问题
近年来，与挂靠有关的法律纠纷呈逐年增长的态势，并且此类案件往往较为复杂。法律法规对于不同行业的挂靠关系有通常通常如下措施：
- 对于直接关系到民众生命健康和公共安全的行业，禁止挂靠行为并严肃处理，同时在审理时宣布挂靠关系相关的合同无效；
- 对于其他行业，则通过优化准入门槛等方式增强经济活力，虽然对挂靠行为进行行政处罚，但在处理民事纠纷时慎用合同无效的判决。

例如对于交通运输业，长途客运和危险品运输属于禁止挂靠的领域，但对普通货物运输领域的挂靠则未予明确禁止，此外交通运输部还要求各地不得对个体工商户申请相关资质设置阻碍，以期减少挂靠行为。
挂靠关系还存在如下法律风险：
- 对被挂靠人
  - 因出借资质收到罚款、吊销资质等行政处罚，甚至涉嫌犯罪；
  - 当挂靠人提供的商品或服务出现问题，被挂靠人需要与挂靠人相互承担连带责任；
  - 出现劳务纠纷时，虽然相关人员为挂靠人雇佣，但被挂靠人可能仍需向劳动者支付费用；
  - 如果挂靠人对第三方产生了损害（例如发生事故造成他人伤亡或财产损失），被挂靠人也应当承担连带责任[1]；
- 对挂靠人
  - 对于通过挂靠关系进入涉及从事生命健康、公共安全等禁止挂靠的行业，涉嫌非法经营罪；
  - 由于挂靠人没有相关资质，在参与招投标等活动时可能会因相违规关问题导致保证金被没收，产生经济损失；
  - 挂靠人如果使用被挂靠人的账户收款，可能会被拖欠款项；
  - 基于同样的原因，若被挂靠人产生法律问题，挂靠人的资金可能会被保全、查封、扣划；

由于挂靠人缺乏资质，常常对相关各方采取贿赂等违法手段以便顺利开展业务，这会产生寻租空间，滋生腐败，也破坏了市场和监管秩序。此外，很多挂靠关系处于灰色地带，相关经济活动无法为税务部门所掌握，还可能会导致税收流失。

### 相关案例
挂靠关系在以下行业中较为常见：
- 建筑业：没有资质或资质等级低的单位或个人借用有资质或资质等级高的施工单位的资质承揽工程，建筑业的挂靠与转包有一定的相似性；[7]
- 交通运输业：由于个人常难以自行为车辆办理道路运输证等证件，因此往往会将自行购买的车辆挂靠在有资质的运输公司名下从事道路运输业务，此时虽然车辆登记在后者名下，但车辆所有权仍归前者所有[8]；
- 医院与高等院校：为了在科研、经费、招生等方面获得优势，许多医院会挂靠到高等院校，成为其“附属医院”，最初高校与医院之间的合作较为松散，近年来则逐渐紧密，但也出现了医院盲目挂靠导致难以承担教学任务的情况，部分地区已经开始规范此类行为[9]。
- 证书挂靠：有人会将自己考取的建造师、消防工程师、教师、执业药师等证书挂靠到相关行业的公司供其使用，但实际上本人并不去上班，以此牟利，俗称“挂证”[10][11]。这种行为是违法的，如被发现当事人的相关资质会被撤销，并且在未来一段时间内或终身不得重新考取，还有可能要承担刑事责任[12]。如果挂靠的公司出现安全责任事故，所涉及的被挂靠持证人虽然没有实际参与，但也要承担对应的法律责任[13]。
- 社保挂靠：部分城市要求非本地户籍人员须缴纳社会保险方可获得购房、落户等资格，有相关需求但在当地没有全职工作的人会选择挂靠单位缴纳社保，即名义上属于该单位的员工，但实际上并不在该单位工作，仅由单位代为缴纳社保，在这种模式下，被挂靠的单位涉嫌伪造材料、虚构劳动关系等违法违规操作，属于社保欺诈行为，会受到行政甚至刑事处罚；而挂靠在单位的个人则会面临代缴公司卷款跑路、个人财产受损、信息泄露、个人征信受影响等后果[14]。

## 非营利组织的挂靠

### 法律问题
中国政府对非营利组织的注册以及资金、日常活动等方面的监管较为严格，一些非营利组织选择不在民政部门注册，而是挂靠在在其他经过正规注册的非营利组织、公司、事业单位等机构名下。这种做法相对于自行在民政部门注册更为方便且能规避部分监管，同时也能享受到国家对非盈利组织的优惠政策，但此类组织通常是作为被挂靠机构的下级机构，以二级基金、分支机构、内部部门等名义而存在的，没有独立的法人资格，不能拥有自己的公章，也不能以自己的名义招募雇员、持有银行账户和财产。有鉴于此，虽然上级机构可能会对挂靠的非营利组织提供支持，但选择挂靠的非盈利机构在财务、人事等方面也会受到上级机构的规制，与上级机构形成一定的隶属关系，当上级机构的章程、管理、外部环境等出现变故时，其下所挂靠的非盈利机构也会受到较大影响。
由于挂靠的便利性，非法组织也会利用此方式展开活动，还会利用被挂靠单位的头衔增加可信度，并以被挂靠单位作为“挡箭牌”阻挠执法，甚至在被取缔后原班人马换个名目又重出江湖。

### 相关案例
- 早年成立基金会等组织需要找到政府职能部门进行监管，且对公募基金审核更为严格，因此许多较为知名的基金会最早是挂靠在其他机构下的，例如李连杰发起的壹基金最早挂靠在中国红十字基金会；自然之友挂靠在中国文化书院下的绿色文化分院[3][4]。
- 如果想在高等院校成立学生社团，根据学校的章程通常需要找到挂靠单位和指导老师，挂靠单位可以是团委或者相关院系[16]。